# Soon E MC
 (juin 2020).
Soon E MC, pseudonyme de Jean François Ilunga, né le 23 juin 1970 dans le XVIIIe arrondissement de Paris, est un rappeur français. Il est membre fondateur du Posse 501. Il est l'un des premiers rappeurs français apparu fin des années 1980.

## Biographie
Soon E MC grandit et évolue au Quartier Nord de Villeneuve-Saint-Georges dans le Val-de-Marne. Il commence sa carrière à la fin des années 1980 comme membre du Posse 501,.

## Discographie

### Albums studio
- 1992 : Rap. Jazz. Soul[4]
- 1993 : Atout... point de vue[5]
- 1996 : Intime conviction

### Singles
- Élucider ce mystère (Atout.. Point de vue, EMI, 1992)
- O.P.I.D. (Atout... Point de vue, EMI, 1993)
- Au nom des miens (Atout... Point de vue, EMI, 1994)
- Que la vérité (Intime Conviction, EMI, 1996)
- Renseignements (remix) (Intime Conviction, EMI, 1997)